# Handzame Classic 2018
La 8.ª edición de la clásica ciclista Handzame Classic se disputó el 16 de marzo de 2018 en Bélgica sobre un recorrido de 204,1 kilómetros con inicio en la ciudad de Bredene y final en la ciudad de Handzame.
La carrera hizo parte del UCI Europe Tour 2018, dentro de la categoría 1.HC y fue ganada por el ciclista colombiano Álvaro Hodeg del equipo Quick-Step Floors. El podio lo completaron el ciclista noruego Kristoffer Halvorsen del Sky y el ciclista alemán Pascal Ackermann del Bora-Hansgrohe.

## Equipos participantes
Tomaron parte en la carrera 22 equipos de los cuales 6 fueron de categoría UCI WorldTeam, 12 de categoría Profesional Continental y 4 de categoría Continental, quienes conformaron un pelotón de 146 ciclistas de los que terminaron 131. Los equipos participantes fueron:
| WorldTeams (6)- Quick-Step Floors - Sky - Bora-Hansgrohe - Lotto Soudal - Katusha-Alpecin - BMC Racing Team Equipos continentales profesionales (12)- Aqua Blue Sport - WB-Aqua Protect-Veranclassic - Hagens Berman Axeon - Vital Concept - CCC Sprandi Polkowice - Wanty-Groupe Gobert - Sport Vlaanderen-Baloise - Direct Énergie - Roompot-Nederlandse Loterij - UnitedHealthcare - Delko-Marseille Provence-KTM - Israel Cycling Academy Equipos continentales (4)- Cibel-Cebon - Tarteletto-Isorex - Development Team Sunweb - Team Joker Icopal |
| |

## Clasificación final
Las clasificaciones finalizaron de la siguiente forma:
| \| Clasificación general \| Clasificación general \| Clasificación general \| Clasificación general \| Clasificación general \| \| Ciclista \| Ciclista \| Equipo \| Tiempo \| \| \| --------------------- \| --------------------- \| ---------------------------- \| --------------------- \| --------------------- \| \| 1.º \| Álvaro Hodeg \| Quick-Step Floors \| 4 h 34 min 35 s \| \| \| 2.º \| Kristoffer Halvorsen \| Team Sky \| + 0 s \| \| \| 3.º \| Pascal Ackermann \| Bora-Hansgrohe \| + 0 s \| \| \| 4.º \| Matteo Pelucchi \| Bora-Hansgrohe \| + 0 s \| \| \| 5.º \| Adam Blythe \| Aqua Blue Sport \| + 0 s \| \| \| 6.º \| Kenny Dehaes \| WB-Aqua Protect-Veranclassic \| + 0 s \| \| \| 7.º \| Rui Oliveira \| Hagens Berman Axeon \| + 0 s \| \| \| 8.º \| Tanguy Turgis \| Vital Concept \| + 0 s \| \| \| 9.º \| Moreno Hofland \| Lotto-Soudal \| + 0 s \| \| \| 10.º \| Jonas Koch \| CCC Sprandi Polkowice \| + 0 s \| \| |                      |                              |                 |
| |                      |                              |                 |
| Fuente: ProCyclingStats |                      |                              |                 |
| Clasificación general |                      |                              |                 |
| Ciclista | Ciclista             | Equipo                       | Tiempo          |
| 1.º | Álvaro Hodeg         | Quick-Step Floors            | 4 h 34 min 35 s |
| 2.º | Kristoffer Halvorsen | Team Sky                     | + 0 s           |
| 3.º | Pascal Ackermann     | Bora-Hansgrohe               | + 0 s           |
| 4.º | Matteo Pelucchi      | Bora-Hansgrohe               | + 0 s           |
| 5.º | Adam Blythe          | Aqua Blue Sport              | + 0 s           |
| 6.º | Kenny Dehaes         | WB-Aqua Protect-Veranclassic | + 0 s           |
| 7.º | Rui Oliveira         | Hagens Berman Axeon          | + 0 s           |
| 8.º | Tanguy Turgis        | Vital Concept                | + 0 s           |
| 9.º | Moreno Hofland       | Lotto-Soudal                 | + 0 s           |
| 10.º | Jonas Koch           | CCC Sprandi Polkowice        | + 0 s           |

## UCI World Ranking
La Handzame Classic otorga puntos para el UCI Europe Tour 2018 y el UCI World Ranking, este último para corredores de los equipos en las categorías UCI WorldTeam, Profesional Continental y Equipos Continentales. Las siguientes tablan muestran el baremo de puntuación y los 10 corredores que obtuvieron más puntos:
| Posición              | 1.ª | 2.ª | 3.ª | 4.ª | 5.ª | 6.ª | 7.ª | 8.ª | 9.ª | 10.ª | 11.ª | 12.ª | 13.ª | 14.ª | 15.ª | 16.ª-29.ª | 31.ª-40.ª |
| Clasificación general | 200 | 150 | 125 | 100 | 85  | 70  | 60  | 50  | 40  | 35   | 30   | 25   | 20   | 15   | 10   | 5         | 3         |

| 1.º  | Álvaro Hodeg         | Quick-Step Floors            | 200 |
| 2.º  | Kristoffer Halvorsen | Sky                          | 150 |
| 3.º  | Pascal Ackermann     | Bora-Hansgrohe               | 125 |
| 4.º  | Matteo Pelucchi      | Bora-Hansgrohe               | 100 |
| 5.º  | Adam Blythe          | Aqua Blue Sport              | 85  |
| 6.º  | Kenny Dehaes         | WB-Aqua Protect-Veranclassic | 70  |
| 7.º  | Rui Oliveira         | Hagens Berman Axeon          | 60  |
| 8.º  | Tanguy Turgis        | Vital Concept                | 50  |
| 9.º  | Moreno Hofland       | Lotto Soudal                 | 40  |
| 10.º | Jonas Koch           | CCC Sprandi Polkowice        | 35  |